# OneMic
OneMic est un groupe italien de hip-hop, originaire de Turin. Il est formé en 1999 par les rappeurs Rayden, Raige et Ensi.

## Histoire
Le groupe commence ses activités en 1999, en participant à diverses collaborations dans des projets très variés. En 2003, les trois MC signent un contrat avec le label discographique indépendant Dynamite Soul Records de DJ Taglierino et DJ Walterix, avec lequel ils ont sorti l'album promo OneMic, qui sort en janvier 2004 et avec lequel les trois rappeurs ont attiré l'attention de la scène hip-hop nationale. Le CD promo contient quatre titres produits par Rayden : OneMic, Chi paga, Delle volte et T.N.T.
Forts de l'intérêt qu'ils suscitent, les trois rappeurs abandonnent Dynamite Soul Records et commencent à travailler sur un album studio en avril 2004, signant avec La Suite Records. En janvier 2005 sort leur premier album Sotto la cintura, sur lequel Mastafive et Rayden travaillent également à la production, et qui comprend des collaborations avec Prince, Yoshi, Jake La Furia et Mistaman.
Après le grand succès de l'album Sotto la cintura, OneMic se prépare à se lancer dans des projets en solo. Le premier des trois est Raige, qui sort en 2006 l'album Tora-Ki, entièrement chanté par lui sur des instruments du producteur de Trévise Zonta, avec deux apparitions d'Ensi et une de Rayden. Fin janvier 2007 sort l'album solo de Rayden, C.A.L.M.A., également assaisonné de tonalités fortement mélancoliques et crépusculaires. Les collaborations se font avec les deux autres rappeurs du groupe (Ensi et Raige) et avec les Milanais Jack the Smoker et Fat Fat Corfunk ; le disque contient également le premier titre studio de Lil' Flow, le jeune frère d'Ensi et de Raige, qui participe à l'album alors qu'il n'avait que 12 ans. Certaines productions sont l'œuvre de Rayden lui-même, tandis que d'autres sont confiées à CubaClub, Zonta et Fat Fat Corfunk.
Au cours de l'année 2014, les trois membres du groupe sortent de nouveaux albums solo. Le premier est Rayden, qui sort Raydeneide le 28 janvier par l'intermédiaire chez Tempi Duri Records. Le 20 mai sort Buongiorno L.A. de Raige, distribué par Warner Music Italy et anticipé par les singles Fuori dal Paradiso et Ulisse. Le 2 septembre, Rock Steady, le troisième album solo d'Ensi, est publié par Atlantic Records.

## Discographie

### Albums studio
- 2005 : Sotto la cintura
- 2011 : Commerciale

### EP
- 2011 : Cane di paglia

### Collaborations notables
- 2004 : Fat Fat Corfunk & DJ Nessinfamous feat. OneMic - Inedito (sur Vinyl in the Mix Vol. 1)
- 2004 : DJ Double S feat. Principe et OneMic - Prìncipi e princìpi (Street Version) (sur ((Db Hip Hop Magazine - Sampler 02)
- 2004 : Claudio feat. Le Iene e OneMic - Italia-Germania (sur OG Allstarz - King Ov Kingz Recorz)